# Rayan Vitor Simplício Rocha
Rayan Vitor Simplício Rocha (Rio de Janeiro, 3 de agosto de 2006), é um futebolista brasileiro que atua como atacante. Atualmente, joga pelo Vasco da Gama.

## Carreira

### Vasco da Gama
Nascido no Rio de Janeiro, Rayan ingressou no  Vasco da Gama aos seis anos de idade. Ele se consolidou como um artilheiro nato, marcando 280 gols (alternando entre futsal e futebol de campo) aos onze anos. Ele continuou em alta no time sub-17 do Vasco, marcando 29 gols em 34 jogos em 2022, chamando a atenção do time espanhol Barcelona.
Em janeiro de 2023, Rayan faz sua estreia no time profissional do Vasco, entrando aos 31 minutos do segundo tempo em um empate por 1 a 1 contra o Audax. No dia 11 de junho, em uma derrota para o Internacional, Rayan faz o seu primeiro gol como profissional. Ele terminou a temporada com 8 jogos, marcando 1 gol. Em 2024, Rayan consegue mais minutagem, e participa de 33 jogos, marcando 2 gols e 1 assistência.
Em 2025, na sua terceira temporada como profissional, Rayan vem se destacando, sendo uma peça importante pro elenco cruzmaltino, principalmente com a chegada do técnico Fernando Diniz. Até o momento, são 6 gols e 1 assistência em 24 jogos. No dia 27 de maio, o atacante fez seu primeiro gol em competições internacionais, em uma vitória por 3 a 0 contra o Melgar, em jogo válido pela Copa Sul-Americana.

## Seleção Brasileira
Em 2023, Rayan foi chamado para a Seleção Brasileira Sub-17, onde participou do Sul-Americano Sub-17 de 2023 (e foi campeão) e da Copa do Mundo Sub-17 de 2023 (foi quadri-finalista, eliminado pela Argentina).
Em 2025, foi convocado pela Seleção Brasileira Sub-20, participando do Sul-Americano Sub-20 de 2025, onde foi campeão.
Ao todo, Rayan tem 25 jogos e 10 gols por seleções de base.

## Vida pessoal
Seu pai, Valkmar, também foi jogador de futebol e atuou pelo Vasco da Gama entre 1995 e 2000.

## Estatísticas
- Atualizado até 17 de agosto de 2025.

| Clube             | Temporada         | Campeonato nacional | Campeonato nacional | Copa nacional[a] | Copa nacional[a] | Copa internacional[b] | Copa internacional[b] | Outros torneios[c] | Outros torneios[c] | Total | Total |
| Clube             | Temporada         | Jogos               | Gols                | Jogos            | Gols             | Jogos                 | Gols                  | Jogos              | Gols               | Jogos | Gols  |
| ----------------- | ----------------- | ------------------- | ------------------- | ---------------- | ---------------- | --------------------- | --------------------- | ------------------ | ------------------ | ----- | ----- |
| Vasco da Gama     | 2023              | 6                   | 1                   | —                | —                | —                     | —                     | 2                  | 0                  | 8     | 1     |
| Vasco da Gama     | 2024              | 24                  | 1                   | 5                | 0                | —                     | —                     | 4                  | 1                  | 33    | 2     |
| Vasco da Gama     | 2025              | 17                  | 4                   | 6                | 4                | 8                     | 1                     | 3                  | 0                  | 34    | 9     |
| Total da carreira | Total da carreira | 47                  | 6                   | 11               | 4                | 8                     | 1                     | 9                  | 1                  | 75    | 12    |

- a. ^ Jogos da Copa do Brasil.
- b. ^ Jogos da Copa Sul-Americana.
- a. ^ Jogos do Campeonato Carioca.

## Títulos
Brasil Sub-17
- Campeonato Sul-Americano Sub-17: 2023

Brasil Sub-20
- Campeonato Sul-Americano Sub-20: 2025

### Artilharias
Brasil Sub-17
- Campeonato Sul-Americano Sub-17: 2023 (5 gols)